# Голембовська Світлана Владиславівна
Світлана Владиславівна Голембо́вська (справжнє прізвище — Болзан; нар. 28 серпня 1927, Одеса — пом. 19 листопада 2016) — українська художниця декоративно-ужиткового мистецтва; член Спілки радянських художників України з 1956 року. Мати художниці Лідії Голембовської.

## Біографія
Народилася 28 серпня 1927 року в місті Одесі (нині Україна). У 1945 році поступила до Київського державного училища прикладного мистецтва. Пізніше перевелась на відділення кераміки в Одеське художнє училище, яке закінчила у 1950 році. Її педагогами зокрема були Михайло Жук, Олександр Постель, Сусанна Сарапова.
Упродовж 1951—1964 років працювала художником по фарфору на Київському експериментальному кераміко-художньому заводі; у 1964—1995 роках — художником на Київському заводі художнього скла.
Жила в Києві, в будинках на: бульварі Дружби народів, № 28 а, квартира 2; вулиці Німанській, № 2, квартира 48; вулиці Серафимовича, № 5, квартира 14. Померла 19 листопада 2016 року.

## Творчість
Працювала в галузі декоративного мистецтва (художня кераміка, скло). Серед робіт:
- декоративна ваза «Збір урожаю» (1960);
- ваза «Ленін» (1961);
- ваза присвячена ювілєєві Івана Франка (1961);
- декоративна тарілка «Тарас Шевченко» (1961, порцеляна);
- скульптура «Маленький лижник» (1962, порцеляна);
- декоративне блюдо «Дівчиська, які чекають» (1965);
- ваза «Хай завжди буде сонце» (1967, кришталь);
- набір «Димок» (1969);
- набір «Вечірній» (1975);
- набір «Біла квітка» (1975);
- набір для десерту «Ягідка» (1975, Національний музей українського народного декоративного мистецтва);
- ваза «Слава народу-переможцю» (1975);
- набір «Весна 1945» (1975, Національний музей українського народного декоративного мистецтва);
- декоративна композиція «Червона гвоздика» (1976);
- набір для крюшону (1977, Національний музей українського народного декоративного мистецтва);
- набір «Святковий кришталь» (1980);
- декоративна композиція «Курочка ряба» (1980, Національний музей українського народного декоративного мистецтва);
- декоративна композиція «Свято» (1981);
- декоративна композиція «Райдуга» (1981);
- декоративна композиція «Старовинний Київ» (1982, кришталь, матове гранування, алмазна грань);
- набір «Київський» (1983);
- декоративна композиція «Цвітіння» (1984);
- декоративна композиція «Весна» (1988);
- декоративна композиція «Дніпрові хвилі» (1988);
- декоративна композиція «Бонсаї» (1989);
- декоративна композиція «Квітка папороті — квітка щастя» (1991, кольоровий кришталь, гута, матування; Національний музей українського народного декоративного мистецтва);
- набір «Святковий» (1990-ті, Національний музей українського народного декоративного мистецтва).

Брала участь у республіканських виставках з 1954 року, всесоюзних та зарубіжних з 1958 року, зокрема у Югославії, Франції, Італії, Канаді, Бірмі, Японії, Австрії, Німеччині, Польщі, Португалії, Росії, Грузії, Китаї. Персональні виставки відбулися у Києві у 1989, 1996, 1998 та 2007 роках. 
Окремі вироби художниці зберігаються у Національному музеї українського народного декоративного мистецтва, Національному художньому музеї України у Києві, Дніпровському, Запорізькому, Сумському, Одеському, Тернопільському, Харківському художніх музеях, Ізмаїльській картинній галереї.

## Відзнаки
- Бронзова (1968) та срібна (1985) медалі ВДНГ;
- Заслужений художник УРСР з 1983 року (за створення промислових зразків, художніх творів, за виконання державних замовлень, участь у виставках різних рангів в 1982 році)[1].